# Ambassade de France en Arabie saoudite
L'ambassade de France en Arabie saoudite est la représentation diplomatique de la République française auprès du royaume d'Arabie saoudite. Elle est située à Riyad, la capitale du pays, et son ambassadeur est, depuis le 15 août 2024, Patrick Maisonnave.

## Ambassade
L'ambassade est située dans le quartier diplomatique de Riyad, la capitale du royaume d'Arabie saoudite, entre les rues Ibn Zahar et Amu Ibn Omayah Al Dhamri. Elle accueille une section consulaire.
Elle dispose d'une Mission économique et d'un bureau commercial (Business France).

## Histoire
L'ambassade a été construite en 2005 pour un coût d'un million de dollars.

## Ambassadeurs de France en Arabie saoudite
| De   | À    | Ambassadeur                         |
| ---- | ---- | ----------------------------------- |
| 1945 | 1947 | M. Rageot                           |
| 1947 | 1949 | Saadeddine Bencheneb                |
| 1949 | 1955 | Georges Gueyraud                    |
| 1955 | 1955 | Jean-Jules François Filliol         |
| 1955 | 1956 | Georges Cassin                      |
| 1956 | 1962 | Rupture des relations diplomatiques |
| 1962 | 1964 | Jean-Louis Soulié                   |
| 1964 | 1967 | Pierre Revol                        |
| 1967 | 1975 | Georges de Bouteiller               |
| 1975 | 1979 | Robert Richard                      |
| 1979 | 1981 | Michel Drumetz                      |
| 1981 | 1985 | Pierre Rocalve                      |
| 1985 | 1986 | Bernard Lopinot                     |
| 1986 | 1991 | Jacques Bernière                    |
| 1991 | 1994 | Jean Bressot                        |
| 1994 | 1998 | Hubert Forquenot de la Fortelle     |
| 1998 | 2004 | Bernard Poletti                     |
| 2004 | 2007 | Charles-Henri d'Aragon              |
| 2007 | 2016 | Bertrand Besancenot                 |
| 2016 | 2020 | François Gouyette                   |
| 2020 | 2024 | Ludovic Pouille                     |
| 2024 | Auj. | Patrick Maisonnave                  |

## Relations diplomatiques
Les premiers contacts établis par les Al Saoud avec l'Europe se situent au début du XIXe siècle, lorsque Napoléon tente (sans succès) de les entraîner dans une guérilla contre la Grande-Bretagne et son allié ottoman, en 1811. En revanche, en 1915, ils s'engagent aux côtés des alliés contre la Sublime Porte.
Un consulat de France est ouvert à Djeddah dès 1841. La France est un des premiers pays à reconnaître en 1926 le Royaume du Hedjaz, en prélude à la création de l'Arabie saoudite en 1932.
En 1939 est nommé le premier ambassadeur d'Arabie saoudite en France.
En 1956, la plupart des pays arabes, dont l'Arabie saoudite, rompent les relations diplomatiques avec la France et l'Angleterre, à la suite de l'expédition de Suez et l'ambassade de Jeddah est fermée. Elles ne reprennent qu'en 1962, facilitées par la fin des combats en Algérie.
Les deux pays se rapprochent encore avec les prises de position communes en 1967 sur le problème palestinien.
Au fil des années, des accords de coopération se multiplient (culturelle en 1973, économique en 1975) et les relations officielles s'intensifient (visite de Valéry Giscard d'Estaing à Riyad en 1977).

## Consulats
Outre la section consulaire de Riyad, il existe un consulat général de France en Arabie saoudite, basé à Djeddah.
Depuis 2010, il existe un consulat honoraire à Khobar.

### Communauté française
Au 31 décembre 2016, 6 143 Français sont inscrits sur les registres consulaires en Arabie saoudite.
| 2001  | 2002  | 2003  | 2004  |
| ----- | ----- | ----- | ----- |
| 3 580 | 3 943 | 4 066 | 3 566 |

| 2005  | 2006  | 2007  | 2008  |
| ----- | ----- | ----- | ----- |
| 3 627 | 3 657 | 3 549 | 3 909 |

| 2009  | 2010  | 2011  | 2012  |
| ----- | ----- | ----- | ----- |
| 4 252 | 4 796 | 5 306 | 5 387 |

| 2013  | 2014  | 2015  | 2016  |
| ----- | ----- | ----- | ----- |
| 5 590 | 5 710 | 5 893 | 6 143 |

### Circonscriptions électorales
Depuis la loi du 22 juillet 2013 réformant la représentation des Français établis hors de France avec la mise en place de conseils consulaires au sein des missions diplomatiques, les ressortissants français d'Arabie saoudite élisent pour six ans des conseillers consulaires dans chacune des circonscriptions suivantes :
1. Djeddah et Sanaa (Yémen) : 3 conseillers ;
2. Riyad et Koweït (Koweït) : 3 conseillers.

Ces derniers ont trois rôles : 
1. ils sont des élus de proximité pour les Français de l'étranger ;
2. ils appartiennent à l'une des quinze circonscriptions qui élisent en leur sein les membres de l'Assemblée des Français de l'étranger ;
3. ils intègrent le collège électoral qui élit les sénateurs représentant les Français établis hors de France.

Pour l'élection à l'Assemblée des Français de l'étranger, l'Arabie saoudite appartenait jusqu'en 2014 à la circonscription électorale d'Abou Dabi, comprenant aussi le Bahreïn, les Émirats arabes unis, le Koweït, Oman, le Qatar et le Yémen, et désignant trois sièges. L'Arabie saoudite appartient désormais à la circonscription électorale « Asie centrale et Moyen-Orient » dont le chef-lieu est Dubaï et qui désigne quatre de ses 23 conseillers consulaires pour siéger parmi les 90 membres de l'Assemblée des Français de l'étranger. 
Pour l'élection des députés des Français de l’étranger, l'Arabie saoudite dépend de la 10e circonscription.